# Liechtensteiner Cup 1997/98
Der Liechtensteiner Cup 1997/98 war die 53. Austragung des Fussballpokalwettbewerbs der Herren in Liechtenstein. Der FC Vaduz gewann zum 27. Mal den Titel.

## Teilnehmende Mannschaften
Folgende 16 Mannschaften nahmen am Liechtensteiner Cup teil:
| - FC Schaan - FC Schaan II - FC Schaan Azzurri - FC Vaduz - FC Vaduz II - FC Ruggell - FC Ruggell II - FC Triesenberg | - FC Triesenberg II - FC Balzers - FC Balzers II - USV Eschen-Mauren - USV Eschen-Mauren II - FC Triesen - FC Triesen II - FC Triesen Español |

## 1. Runde
|                    | Ergebnis                |                      |
| ------------------ | ----------------------- | -------------------- |
| FC Ruggell         | 0:1                     | USV Eschen-Mauren    |
| FC Triesen II      | 0:4                     | FC Balzers II        |
| FC Schaan II       | 0:16                    | FC Triesen           |
| FC Triesen Español | 0:4                     | FC Triesenberg       |
| FC Triesenberg II  | 0:6                     | FC Balzers           |
| FC Ruggell II      | 5:0                     | USV Eschen-Mauren II |
| FC Vaduz II        | 2:2 n. V. (10:11 i. E.) | FC Schaan            |
| FC Schaan Azzurri  | 0:8                     | FC Vaduz             |

## Viertelfinale
|               | Ergebnis |                   |
| ------------- | -------- | ----------------- |
| FC Triesen    | 1:0      | FC Balzers        |
| FC Schaan     | 0:4      | FC Triesenberg    |
| FC Balzers II | 0:9      | FC Vaduz          |
| FC Ruggell II | 1:2      | USV Eschen-Mauren |

## Halbfinale
|                   | Ergebnis |                |
| ----------------- | -------- | -------------- |
| FC Vaduz          | 5:0      | FC Triesenberg |
| USV Eschen-Mauren | 4:0      | FC Triesen     |

## Finale
Das Finale fand am 21. Mai 1998 statt. 
| Datum      |          | Ergebnis |                   |
| ---------- | -------- | -------- | ----------------- |
| 21.05.1998 | FC Vaduz | 5:1      | USV Eschen-Mauren |